# Alouette 1

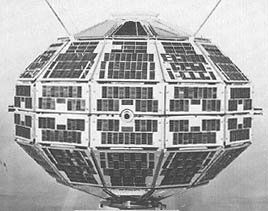
O Alouette 1

O Alouette 1 foi o primeiro satélite artificial canadense, e o primeiro satélite construído por um país diferente da União Soviética e dos Estados Unidos. A vezes é atribuído equivocadamente ao Alouette 1 ser o terceiro satélite a ser colocado em órbita, em vez de ser o primeiro satélite colocado em órbita pelo terceiro país em ter um satélite próprio, uma vez que antes do Alouette 1 foram lançados muitos outros satélites. Além disso, o Canadá não foi o primeiro país a lançar um satélite: o satélite Ariel 1, do Reino Unido, precedeu o Alouette 1, mas foi construído pela NASA. O nome "Alouette" significa "Alaudidae" em francês e também é o título de uma canção popular canadense.

## História

### Lançamento do satélite e progresso da missão
O Alouette 1 foi lançado pela NASA a partir da Base da Força Aérea de Vandenberg, em Califórnia, às 6:05 UTC no dia 29 de setembro de 1962. O Alouette 1 dedicou ao estudo da ionosfera, uma área da atmosfera superior onde orbitariam futuros satélites. A missão do Alouette 1 durou dez anos antes de ser desligado e permanece em órbita. Em 1966 estimou-se que o satélite permaneceria em órbita durante 1000 anos.
O satélite era estabilizado por rotação, a cerca de 1,4 rotações por minuto após a extensão das antenas. Depois de 500 dias em órbita a rotação diminuiu mais do que o previsto, para 0,6 rpm, falhando a estabilização. Acredita-se que o satélite passou a ser estabilizado por gradiente gravitacional com a antena mais longa apontando para a Terra. A informação sobre a atitude do satélite só podia ser obtido pelas medições de um único magnetômetro e da temperatura dos escudos termais superior e inferior, de modo que o erro na determinação da atitude tinha um erro de até 10 graus.
O Alouette 1 não tinha meios de registro a bordo, por isso, os dados só estavam disponíveis quando passava perto de uma estação de telemetria, que estavam localizadas principalmente perto do meridiano de 80 graus oeste em locais perto do Havaí, Singapura, Austrália, Europa e África central. No início da missão era registrados dados em torno de seis horas por dia.
As operações com a nave terminaram setembro de 1972. No final dos anos 1990 foi realizado um esforço de restauração dos dados armazenados da missão, conseguindo recuperar a maior parte dos dados de alta resolução.

### Construção dupla
Foram construídos dois satélites por segurança em caso de falha. A segunda unidade seria lançado apenas alguns meses depois em caso que a primeira tivesse falhado. Entre a proposta do projeto e a construção dos satélites passaram três anos e meio. Os satélites (um protótipo e as duas unidades definitivas) foram construídas pela Defense Telecommunications Establishment Electronics Lab, em Ottawa, Ontário. A estrutura mecânica foi feita em Downsview, Ontário, na fábrica de de Havilland Canada. As baterias foram desenvolvidas por uma seção do DRB e permitiram uma vida longa para o satélite. Uma vez completo, o Alouette 1 pesava 145 kg e foi lançado por um foguete Thor-Agena. O satélite reserva do Alouette 1 foi lançado mais tarde como Alouette 2 em 1965.

## Instrumentos
O Alouette 1 levava um sondador ionosférico, um receptor VLF, um detector de partículas e uma experiência de ruído cósmico. Do corpo do satélite sobressiam duas antenas dipolo de 45,7 e 22,8 metros, compartilhadas por três dos experimentos.